# 8 Millimètres (film)
Pour les articles homonymes, voir 8 mm.
Série
8 mm 2 : Perversions fatales
(2005)
Pour plus de détails, voir Fiche technique et Distribution.
8 Millimètres – ou 8 mm selon la graphie de l'affiche – (Eight Millimeter) est un thriller germano-américain réalisé par Joel Schumacher et sorti en 1999.
Le film suit Tom Welles qui est un détective privé à l'affût de l'affaire qui lui apportera la notoriété. Il est contacté par Daniel Longdale, l'avocat de Mme Christian, une veuve fortunée. Cette dernière a trouvé dans le coffre de son mari récemment décédé divers objets dont l'un est un film montrant une jeune fille dans un endroit lugubre se faire massacrer au couteau par un homme masqué. D'abord persuadé qu'il ne s'agit que d'un métrage de style pornographique, Welles change toutefois d'avis après visionnage du film, ce dernier semblant particulièrement réaliste. Mme Christian charge Welles de lui prouver qu'il ne s'agit que d'une fiction et non pas d'un réel assassinat. Welles tente alors de retrouver les deux protagonistes : la fille assassinée et le bourreau masqué.
Malgré des critiques globalement négatives, le film obtient des résultats corrects au box-office.

## Synopsis
Le détective privé Tom Welles revient d'une enquête où il devait démontrer les preuves de l'infidélité du gendre d'une sénatrice. Il retrouve ensuite sa femme Amy et leur bébé, Cindy. est contacté par Daniel Longdale, l'avocat de la richissime veuve Mme Christian. En vidant le coffre-fort de son défunt mari, elle et Longdale ont trouvé un film 8 mm qui semble représenter le meurtre d'une jeune fille, mais Mme Christian veut en être certaine. Welles reçoit l'ordre de Longdale et de Mme Christian de ne pas reproduire le film de quelque façon que ce soit et de garder l'enquête confidentielle.
Après avoir consulté les dossiers des personnes disparues, Welles découvre que la jeune fille se nomme Mary Ann Mathews et rend visite à sa mère, Janet, en Caroline du Nord. Elle autorise Welles à fouiller sa maison et il trouve le journal de Mary Ann, dans lequel elle dit être partie à Hollywood avec son petit-ami Warren pour devenir une star de cinéma. Mme Mathews veut savoir ce qui est arrivé à sa fille.
À Hollywood, avec l'aide de Max California, un employé d'un magasin de vidéos pour adultes, Welles se plonge dans le monde de la pornographie fétichiste underground. Il tente de découvrir si les films de snuff sont réels ou si quelqu'un est lié à ce film mais ne trouve aucune preuve de l'existence d'une industrie du snuff. Un contact avec le découvreur de talents Eddie Poole conduit Welles et Max à Dino Velvet, un réalisateur de pornographie violente. Les films de Velvet mettent souvent en scène "Machine", un colosse masqué qui brutalise et torture les femmes, et ressemble à l'homme qui apparaît dans le film de snuff de Christian. Pour obtenir plus de preuves, Welles se fait passer pour un client intéressé par la commande d'un film BDSM hardcore réalisé par Velvet et mettant en vedette Machine. Intrigué, Velvet accepte et organise une rencontre à New York.
Le jour de la rencontre avec Velvet, Welles tombe dans une embuscade. Longdale, Machine et Poole apparaissent à leur tour et tiennent Welles sous la menace d'une arme. Ils confirment alors que le film est bien réel. M. Christian avait contacté Longdale pour se procurer un film de snuff, et n'en trouvant pas, Longdale a chargé Velvet et Poole d'en faire un. Velvet et Machine amènent un Max ligoté et salement amoché, qu'ils ont enlevé pour forcer Welles à leur apporter la seule copie survivante du film. Alors que Longdale et Welles se dirigent vers la voiture de Welles pour récupérer le film, Longdale admet qu'il n'a jamais pensé que Welles irait aussi loin et qu'il voulait juste apaiser Mme Christian avec l'enquête. Une fois que Welles a livré le film, Longdale et Velvet le brûlent et Machine tue Max en lui tranchant la gorge. Alors qu'ils sont sur le point de tuer Welles, ce dernier leur dit que M. Christian a payé Longdale un million de dollars pour le film. Velvet, Poole et Machine n'ont reçu 50 000 dollars et Longdale a gardé la majeure partie. Dans une bagarre qui s'ensuit, Velvet et Longdale sont tués ; Welles blesse Machine et s'échappe.
Welles appelle Mme Christian pour lui raconter ses découvertes et la convainc d'aller voir la police. En arrivant à sa propriété, Welles apprend que Mme Christian s'est suicidée après avoir appris la nouvelle. Elle a laissé des enveloppes pour la famille Mathews et Welles : celle de Welles contient le reste de son paiement et une note sur laquelle on peut lire : « Tâchez de nous oublier ». Welles prévient sa femme du danger imminent et lui demande de chercher refuge dans un endroit connu d'eux seuls, et lui remet sa moitié de l'argent pour les études de Cindy.
Welles décide de faire justice pour Mary Ann en tuant les personnes impliquées. Welles retourne à Hollywood et kidnappe Poole. Il l'emmène sur le lieu du tournage et tente de le tuer, mais il hésite ce qui amuse ce dernier qui le provoque sans arrêt. Il appelle Mme Mathews pour lui parler de ce qui est arrivé à sa fille et lui demande la permission de punir les responsables. Mme Mathews s'effondre une fois la vérité dévoilée, mais donne sa permission en affirmant, bouleversée, qu'elle aimait sa fille. Welles retourne ensuite vers Poole en le battant à mort avec la crosse son pistolet. Il brûle ensuite son corps et tout les magazines pornographiques de sa voiture. Welles attaque ensuite Machine chez lui. Welles le force à se démasquer révélant un homme à lunettes prénommé George. Ils reprennent leur combat et Welles le tue.
De retour auprès de sa famille, Welles s'effondre devant sa femme, essayant de faire le tri dans tout le mal et la sauvagerie auquel il a été confronté au cours de l'enquête. Quelques mois plus tard, Welles reçoit une lettre de Mme Mathews, le remerciant et lui faisant part de sa gratitude pour le fait que, malgré tout, elle et Welles étaient les seules personnes qui se souciaient vraiment de Mary Ann.

## Fiche technique
Sauf indication contraire, les informations mentionnées dans cette section peuvent être confirmées par la base de données cinématographiques IMDb,  présente dans la section « Liens externes ».
- Titre : 8 mm ou Huit Millimètres
- Titre québécois : 8 Millimètres ; Huit Millimètres
- Titre original : 8MM ; Eight Millimeter
- Titre de travail : Sexy World[2]
- Réalisation : Joel Schumacher
- Scénario : Andrew Kevin Walker, avec la participation non créditée de Nicholas Kazan[2]
- Décors : Gary Fettis et Regina McLarney
- Costumes : Mona May
- Photographie : Gershon Ginsburg
- Montage : Mark Stevens
- Musique : Mychael Danna
- Production : Judy Hofflund, Jeff Levine, Gavin Polone et Joel Schumacher
- Société de production :  Columbia Pictures Corporation,  Hofflund/Polone, Global Entertainment Productions, Company Medien
- Société de distribution : TriStar
- Budget : 40 000 000 $[3]
- Pays d'origine :  Allemagne,  États-Unis
- Langue originale : anglais
- Format : Couleur -  35 mm / 8 mm - 2,35:1 - Stéréo
- Genre : thriller, néo-noir[4], drame
- Durée : 123 minutes
- Dates de sortie[5] :
  - Allemagne : 19 février 1999 (Festival international du film de Berlin) ; 1er avril 1999 (sortie nationale)
  - États-Unis : 26 février 1999
  - France, Belgique et Suisse romande : 10 mars 1999
- Classification[6] :
  - Allemagne : interdit aux moins de 18 ans (FSK 18).
  -  États-Unis : R – Restricted (les enfants de moins de 17 ans doivent être accompagnés d'un adulte) (Classé R pour une sexualité et une violence perverses fortes, et pour un langage fort).
  - France : Interdit aux moins de 16 ans[7],[8]

## Distribution
- Nicolas Cage (VF : Dominique Collignon-Maurin ; VQ : Benoit Rousseau)  : Tom Welles
- Joaquin Phoenix (VF : Gérard Darier ; VQ : Daniel Picard) : Max California
- James Gandolfini  (VF : Patrice Melennec ; VQ : Raymond Bouchard) : Eddie Poole
- Peter Stormare (VF : Bernard Métraux ; VQ : Manuel Tadros) : Dino Velvet
- Anthony Heald (VF : Jean-Yves Chatelais ; VQ : Jacques Lavallée) : Daniel Longdale
- Chris Bauer (VF : Antoine Tomé ; VQ : Stéphane Rivard) : George Higgins / Machine
- Myra Carter (VF : Monique Martial ; VQ : Yolande Roy) : Mme Christian
- Catherine Keener (VF : Micky Sébastian ; VQ : Nathalie Coupal) : Amy Welles
- Amy Morton (VF : Anne Jolivet ; VQ : Isabelle Miquelon) : Janet Mathews
- Norman Reedus (VF : Alexis Tomassian) : Warren Anderson

## Production

### Genèse et développement
David Fincher était le premier choix pour réaliser le film. William Friedkin et Paul Verhoeven seront eux aussi envisagés.
Après l'échec critique et commercial Batman et Robin, Joel Schumacher abandonne son projet d'une troisième adaptation d'un roman de John Grisham (Le Maître du jeu, avec Edward Norton, Gwyneth Paltrow et Sean Connery). Il prend une année sabbatique au Mexique. Lorsqu'il recontacte son agent pour un nouveau projet mais demande à ne surtout pas faire un nouveau blockbuster. Amy Pascal et John Calley de Sony Pictures lui proposent alors un projet sulfureux et « dangereux » selon leurs propres dires. Le cinéaste donne son accord et le projet est lancé. Une fois engagé, Joel Schumacher retravaille avec Nicholas Kazan le script d'Andrew Kevin Walker, jugé trop sombre par le studio. Joel Schumacher déclarera notamment « C'était l'un des scripts les plus dangereux que Sony ait jamais achetés mais ils ne trouvaient pas de réalisateurs pour le faire ». Andrew Kevin Walker, qui avait refusé ses changements, reniera le film.

### Attribution des rôles
Après que Bruce Willis ait refusé le rôle de Tom Welles, de nombreux acteurs seront envisagés : John Travolta, Mel Gibson, Val Kilmer, Charlie Sheen ou encore Nick Nolte. Plus tard, Russell Crowe sera un temps attaché au rôle de Tom Welles et s'était mis d'accord avec Joel Schumacher. C'est alors que l'agent de Nicolas Cage contacte le réalisateur pour informer que son client est très intéressé par le rôle. Joel Schumacher contacte alors John Calley de Sony Pictures et lui demande s'il veut faire un film à petit budget tourné caméra au poing avec Russell Crowe ou un film à gros budget avec Nicolas Cage.
Mark Wahlberg a refusé le rôle de Max California. Tommy Lee Jones, Willem Dafoe, James Woods, Eric Roberts, Rutger Hauer et Charles Dance ont été envisagés pour le rôle de Dino Velvet.

### Tournage
Le tournage a lieu de février à mai 1998 à New York (principalement le Queens, notamment le Flushing Meadows-Corona Park) et plusieurs autres villes de l'État de New York (Yonkers, Hastings-on-Hudson, Elmsford, Long Island), ainsi qu'en Californie (Los Angeles, Long Beach, Sony Pictures Studios), en Pennsylvanie (Harrisburg, Wormleysburg), en Caroline du Nord (Fayetteville) et Floride (Miami Beach, aéroport international de Miami).

### Musique
La musique originale du film est composée par Mychael Danna et enregistrée au Manhattan Center. On peut par ailleurs entendre dans le film, différentes reprises d'une chanson de Richard James, Come to Daddy, interprétées par le groupe Tura Satana (Sick With It) et Aphex Twin. Ainsi que des captations de chants berbères marocains.

## Accueil
8 Millimètres reçoit un accueil critique globalement négatif. Sur l'agrégateur américain Rotten Tomatoes, il récolte 22% d'opinions favorables pour 85 critiques et une note moyenne de 4,30⁄10. Le consensus du site est le suivant « Sa violence sadique est peu attrayante et il manque de suspense et de mystère ». Sur Metacritic, il obtient une note moyenne de 19⁄100 pour 20 critiques.
En France, le film obtient une note moyenne de 2,5⁄5 sur le site AlloCiné, qui recense 17 titres de presse. En 1999, à la sortie du film, les critiques françaises sont très négatives. Le journaliste Didier Péron pour Libération juge le film réactionnaire car prônant l'autodéfense face à une justice inefficace et des lois qui ne sont pas assez strictes. Il compare le film avec d'autres du cinéaste comme Chute Libre et Le droit de tuer ? qui pour lui légitimisent la violence. Ce point de vue est partagé par Olivier Père dans les Inkrockuptibles où il déclare que « 8 MM est à gerber. » 
Le film connait malgré tout un succès commercial modéré : il récolte 96 618 000 $ au box-office mondial, dont 36 663 000 $ en Amérique du Nord, pour un budget de 40 000 000 $. En France, il a réalisé 621 074 entrées.

## Distinctions
En 1999, 8 mm a été sélectionné 4 fois dans diverses catégories et a remporté 2 récompenses.

### Récompenses
- Golden Trailer Awards 1999 :
  - Prix de la Toison d'Or,
  - Prix de la bande-annonce dorée pour Une nuit sombre et orageuse

### Nominations
- Berlinale 1999 : en compétition pour l'Ours d'or
- The Stinkers Bad Movie Awards 1999 : pire sens de l'orientation (arrêtez-les avant qu'ils ne dirigent à nouveau!) pour Joel Schumacher

## Autour du film

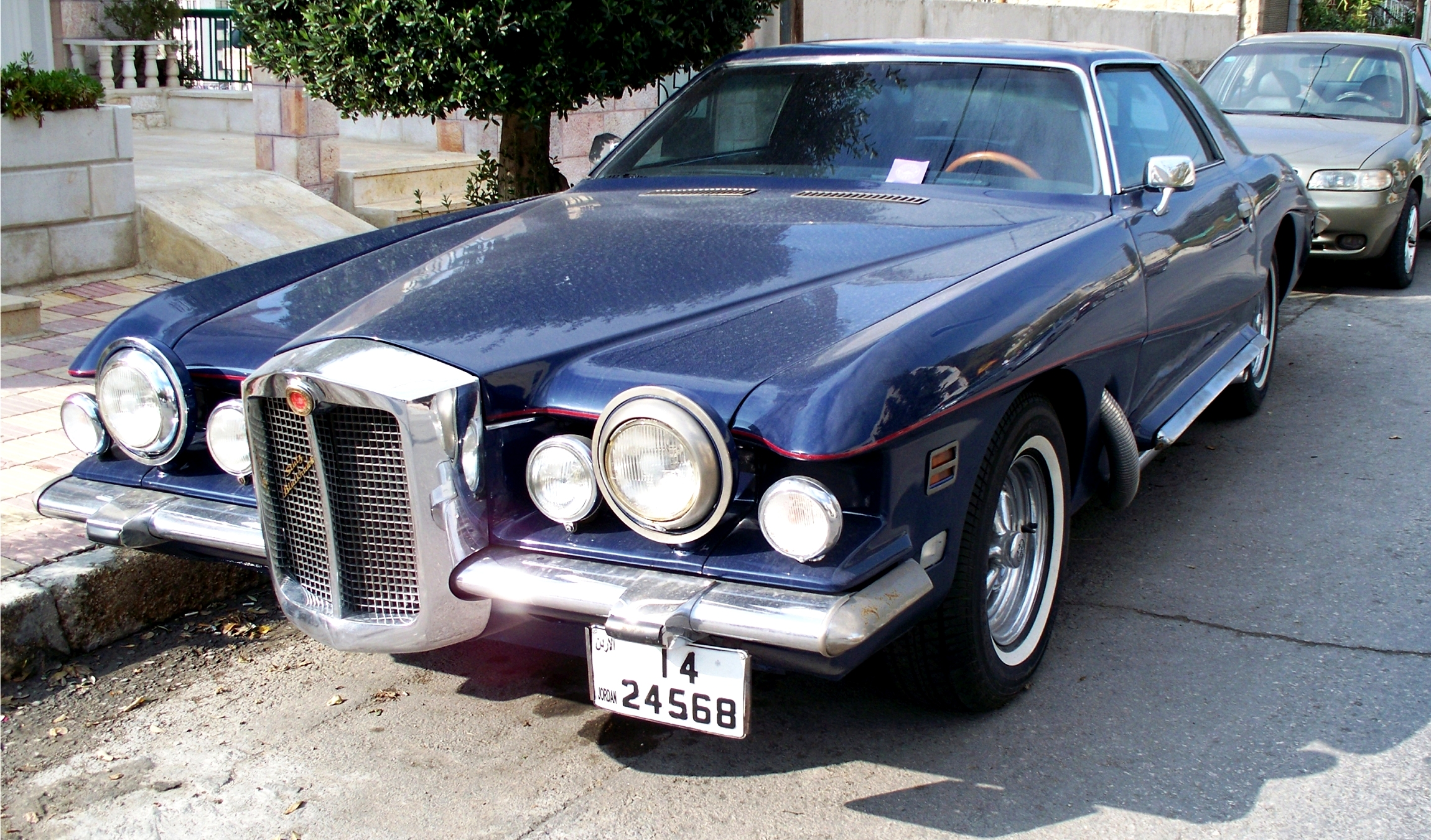
Une Stutz Blackhawk

La voiture d'Eddie Poole est une voiture très rare : une Stutz Blackhawk de 1974.

### Suite
Une suite « indirecte », 8 mm 2 : Perversions fatales, sort en 2005.